# 猪笼草底内动物
猪笼草底内动物（Nepenthes infauna）是栖息于猪笼草捕虫笼内的动物。其包括蝇和蚊幼虫、蜘蛛、螨、蚂蚁及一种特别的蟹类，马来吸血鬼蟹（Geosesarma malayanum），甚至還有兩生類豬籠草姬蛙。捕虫笼内最常见的底内动物为蚊类幼虫，在其发育过程中以其他动物的幼虫为食。很多动物只能生存在捕虫笼中，离开捕虫笼就无法生存，所以它们也被称为依猪笼草动物。
这些不同生物间的复杂关系尚未完全清楚。以至于这些猪笼草生物是否从猪笼草中获取食物，或者是否存在一个互利共生关系仍有待研究，仍存在着很大的争议。查尔斯·克拉克认为互利共生是一种“可能的情况”，即是“猪笼草提供了场所、保护或食物；作为回报，这些动物帮助猪笼草捕获动物、提高消化率或抑制细菌繁殖”。

## 分类

### 依猪笼草底内动物
依猪笼草底内动物（Nepenthebionts）是一类在其生命周期中至少某些阶段必须依赖猪笼草才能生活的动物。许多蚊类的幼虫即属于猪笼草动物。例如得名于马来王猪笼草（Nepenthes rajah）的王侯库蚊（Culex rajah）和王侯巨蚊（Toxorhynchites rajah），及相关的颜氏库蚊（Culex jenseni）和莫氏蓝带蚊（Uranotaenia moultoni）。

### 喜猪笼草底内动物
喜猪笼草底内动物（Nepenthephiles）是一类常见于猪笼草捕虫笼内，但在生命周期中的任一阶段都不完全依赖于猪笼草生活的动物。大部分与猪笼草共生的动物都属于此类。其包括马来吸血鬼蟹，及以猪笼草捕获到的苍蝇为食的猪笼草花蛛（Misumenops nepenthicola）。

### 异猪笼草底内动物
异猪笼草底内动物（Nepenthexenes）是一类通常不存在，仅偶尔存在于猪笼草捕虫笼内的动物。当捕虫笼捕获的猎物超出可消化的范围而发生腐烂时，各种蝇类的幼虫便常出现于其中。其仅是取食腐败物而不管其是否位于捕虫笼内。

## 多样性
1991年，一项对猪笼草捕虫笼内水生节肢动物群落的研究显示，苹果猪笼草捕虫笼内底内动物的多样性极高。
食腐动物：
- 蚤蝇科Endonepenthia
- 食蚜蝇（Syrphidae）

滤食动物：
- 亞洲虎蚊（Aedes albopictus）
- Culex coerulescens
- Culex hewitti
- Culex navalis
- 猪笼草杵蚊（Tripteroides nepenthis）
- 坚韧杵蚊（Tripteroides tenax）
- 莫氏蓝带蚊

食屑动物：
- 食菌螨科（Anoetidae）下的数种
- 蠓科（Ceratopogonidae）毛蠓属（Dasyhelea）及铗蠓属（Forcipomyia）下的数种
- 搖蚊科（Chironomidae）下的数种
- 猛水蚤目（Harpacticoida）下的数种
- 眼蕈蚊科（Sciaridae）下的数种

双翅目依猪笼草动物：
- Aedes brevitibia
- 搖蚊科下的数种
- Corethrella calathicola
- Culex hewitti
- Culex coerulescens
- Culex navalis
- 毛蠓属下D. ampullariae、D. biseriata等。
- 長足虻科（Dolichopodidae）
- Endonepenthia
- Nepenthosyrphus
- Toxorhynchites indicus
- 猪笼草杵蚊
- 坚韧杵蚊
- 莫氏蓝带蚊